# Невежин, Владимир Александрович
Влади́мир Алекса́ндрович Неве́жин (род. 4 августа 1954) — советский и российский историк, доктор исторических наук.

## Биография
С 1984 года работает в ИРИ РАН. Ведущий научный сотрудник Института российской истории РАН.
В 1990 году в Московском историко-архивном институте защитил диссертацию на соискание учёной степени кандидата исторических наук по теме «Культурные связи СССР с Великобританией и США в рамках антигитлеровской коалиции» (специальность 07.00.02 — «отечественная история»).
В 1999 году защитил диссертацию на соискание учёной степени доктора исторических наук по теме «Советская пропаганда и идеологическая подготовка к войне : Вторая половина 30-х — начало 40-х гг.» (специальность 07.00.02 — «отечественная история»).
Был членом редакционной коллегии журнала «Отечественная история».
Член организационного комитета междисциплинарного научного семинара по истории взаимовосприятия культур «Россия и мир».
Принимал участие в т. н. «незапланированной дискуссии» российских историков начала 1990-х годов, посвящённой причинам нападения нацистской Германии на Советский Союз 22 июня 1941 года, а также причинам Второй мировой войны в целом. В исследованиях В. А. Невежина рассматривается тезис о превентивной войне Германии против СССР.

## Основные работы
Книги
- Синдром наступательной войны. Советская пропаганда в преддверии «священных боев» 1939—1941. М.: АИРО-XX, 1997
- Советская пропаганда и идеологическая подготовка к войне (вторая половина 30-х — начало 40-х гг.) — М., 1999.
- Застольные речи Сталина. Документы и материалы. — М.: АИРО-XX; СПб.: Дмитрий Буланин, 2003. — 544 с. ISBN 5-88735-111-X
- Сталин о войне. Застольные речи 1933—1945 гг. — М.: Эксмо, Яуза, 2007. — 320 с. ISBN 978-5-699-21053-4
- Если завтра в поход… — М.: Яуза, Эксмо, 2007. — 320 с. ISBN 978-5-699-16625-1
- Застолья Иосифа Сталина. Книга первая. Большие кремлёвские приёмы 1930-х — 1940-х гг. — М.: Новый хронограф, 2011—560 с.
- Голубев А. В., Невежин В. А. Формирование образа Советской России в окружающем мире средствами культурной дипломатии, 1920-е — первая половина 1940-х гг. — М. : Институт российской истории РАН: Центр гуманитарных инициатив, 2016. — 238 с. — (Historia Russica). ISBN 978-5-8055-0296-6

Статьи
- Речь Сталина 5 мая 1941 года и апология наступательной войны // Отечественная история, 1995, № 2, с. 54-69
- Стратегические замыслы Сталина накануне 22 июня 1941 года. (По итогам «незапланированной дискуссии» российских историков) // Отечественная история, 1999, № 5, с. 108—124.
- Советская политика и культурные связи с Германией (1939—1941 гг.)